# Liste der honduranischen Botschafter in Chile
Die honduranische Botschaft befindet sich im Büro 51 der Calle Zurich 255 in Las Condes.
| Ernannt / Akkreditiert | Name                             | Bemerkung | in der Regierung von           | akkreditiert bei der Regierung von | Posten verlassen |
| ---------------------- | -------------------------------- | --- | ------------------------------ | ---------------------------------- | ---------------- |
| 1866                   | Ignacio Gómez                    | Ministre plénipotentiaire | José María Medina              | José Joaquín Pérez Mascayano       |                  |
| 23. Aug. 1949          | Armando Lozano                   | Geschäftsträger studierte an der Ruprecht-Karls-Universität Heidelberg Medizin, wo er den Zweiten Weltkrieg verbrachte. Ab 10. April 1953 Gesandter in Quito. Delegado del Gobierno de Honduras ante el Seminario Interamericano de Bioestadistica, que tendrá lugar en Santiago de Chile, del 25 de septiembre al ló de Diciembre 1949. Speaks English, German and is extremely friendly; overwhelmingly so for he is so odd at times as to arouse doubts as to his mental equilibrium, although he is hardly 35. | Juan Manuel Gálvez             | Alfredo Duhalde                    |                  |
| 1952                   | Virgilio Roberto Gálvez Madrid   | (†) Nachfahre von Bernardo de Gálvez y Madrid, 1950 erster Botschafter in Quito, 31. Dez. 1975 – 11. Juli 1976: außenminister Botschafter in Managua und San Salvador, Planungsstab (Miembro del gabinete asesor) | Juan Manuel Gálvez             | Carlos Ibáñe del Campo             |                  |
| 1956                   | Jorge Antonio Coello Castillo    | Ministre plénipotentiaire, 15. Januar 1947 Exequatur als Generalkonsul in Panamastadt Jorge Antonio Coello Castillo hizo sus primeras armas en la ciudad de Managua los años 1937 y 1938, actuando primero como Agregado Comercial y luego como Agregado Civil de nuestra misión diplomática en la hermana República del Nicaragua. | Roque I. Rodriguez             | Carlos Ibáñe del Campo             |                  |
| 1960                   | Salomón Paredes Regalado         | 1959: Botschafter in Managua | José Ramón Villeda Morales     | Jorge Alessandri Rodríguez         |                  |
| 1961                   | Valentín Miralda Navas           | | José Ramón Villeda Morales     | Jorge Alessandri Rodríguez         |                  |
| 1965                   | Tito Humberto Cárcamo Tercero    | Arzt, 1963–1969: botschafter in Bonn, 1972–1977: Botschafter in Mexiko-Stadt, 23. November 1973 Unterzeichner eines Folgevertrages des Vertrag von Tlatelolco, 7 de junio de 1982 Exequatur als Generalhonorarkonsul in Ankara. (Concediendo permiso al doctor Tito Humberto Cárcamo Tercero para que acepte el cargo de Consul General Honorario de Turquía en la República de Honduras) | Oswaldo López Arellano         | Eduardo Frei Montalva              |                  |
| 1969                   | Carlos H Díaz Varela             | Geschäftsträger | Oswaldo López Arellano         | Eduardo Frei Montalva              |                  |
| 1971                   | Rafael Leiva Vivas               | (* 1938 in Santa Barbara). Historiador, Diplomático, Autor | Ramón Ernesto Cruz             | Salvador Allende Gossens           |                  |
| 1974                   | Humberto López Villamil          | (* 20. März 1916 in Santa Rosa de Copán; † 7. Juni 2007 in Tegucigalpa) estudió Derecho en las universidades de León, Nicaragua, y de San Carlos 1. Juli 1958: Botschafter in Den Haag | Oswaldo López Arellano         | Augusto Pinochet                   |                  |
| 1976                   | Virgilio Roberto Gálvez Madrid   | | Juan Alberto Melgar Castro     | Augusto Pinochet                   |                  |
| 1978                   | Alonso Flores Guerra             | ex -comandante de la Fuerza de Seguridad Pública, quien fue nombrado ministro de Gobernación en sustitución del coronel Alonso Flores Guerra, que fue nombrado embajador de Honduras en Chile | Policarpio Juan Paz Garcia     | Augusto Pinochet                   |                  |
| 1978                   | Omar Antonio Zelaya Reyes        | Oberst der infantrie Diplomado de Estado Mayor, excomandante del Decimo Batallon, 12. Feb – 15. Nov. 1968: S.O.A. Absolvent | Policarpio Juan Paz Garcia     | Augusto Pinochet                   |                  |
| 9. Apr. 1981           | Augusto César Coello             | [ 8 ] | Policarpio Juan Paz Garcia     | Augusto Pinochet                   |                  |
| 1985                   | Francisco López Reyes            | 1983: Generalkonsul in New Orleans 1996–2000: Botschafter in 46 Rehov Hei Be'Iyar, Apt 3, Kikar Hamedina, Tel Aviv | Roberto Suazo Córdova          | Augusto Pinochet                   |                  |
| 1990                   | Carlos H. Reyes Vigil            | bis 8. November 2009 Präsidentschaftskandidat | Rafael Leonardo Calleja Romero | Patricio Aylwin Azócar             |                  |
| 1994                   | José Roberto Martínez Ordoñez    | 1988–1990: Vertreter der honduranischen Regierung beim UN-Hauptquartier | Carlos Roberto Reina           | Eduardo Frei Ruiz-Tagle            |                  |
| 1999                   | Eduardo Kawas Gattas             | | Carlos Roberto Flores Facussé  | Eduardo Frei Ruiz-Tagle            |                  |
| 2006                   | José Martínez Rodríguez          | | Manuel Zelaya                  | Michelle Bachelet                  |                  |
| 2009                   | Francisco Martínez               | Nach dem Putsch in Honduras 2009 entzog die Regierung Michelle Bachelet die diplomatische Aufgabe. | Manuel Zelaya                  | Michelle Bachelet                  | 12. Aug. 2009    |
| 2013                   | Herminio Pineda                  | Generalkonsul | Porfirio Lobo Sosa             | Sebastián Piñera                   |                  |
| 25. Okt. 2010          | María del Carmen Nasser de Ramos | [ 11 ] | Porfirio Lobo Sosa             | Sebastián Piñera                   |                  |